# Norrköpings S:t Johannes församling
Norrköpings S:t Johannes församling är en församling i Linköpings stift inom Svenska kyrkan. Församlingen ingår i Norrköpings pastorat och ligger i Norrköpings kommun. 
Församlingen är belägen i Norrköpings södra del. Stadsdelarna som ingår i församlingen är Hageby, Smedby, Ljura, Klingsberg och Navestad samt kringliggande landsbygd mot Vikbolandet och Söderköping.

## Administrativ historik
Församlingen har medeltida ursprung under namnet Sankt Johannes församling. Som alternativnamn har före 1879 använts Norrköpings landsförsamling. Nuvarande namn antogs 1 maj 1922.
Församlingen utgjorde till 1544 ett eget pastorat för att därefter till 1 maj 1879 bilda pastorat med Sankt Olai församling som annexförsamling, för åren omkring 1555 till 1570 som moderförsamling. Från 1 maj 1879 till 1962 utgjorde församlingen ett eget pastorat. Från 1962 till 1992 var församlingen moderförsamling i pastoratet Norrköpings S:t Johannes, Styrstad och Tingstad. 1992 utbröts en del av församlingen för att uppgå i den då nybildade Vrinnevi församling, samtidigt som denna församlingen åter kom att utgöra ett eget pastorat. I församlingen införlivades 2010 Styrstads och Tingstads församlingar. Församlingen ingår sedan 2014 i Norrköpings pastorat.

## Kyrkor
- Sankt Johannes kyrka
- Tingstads kyrka
- Styrstads kyrka
- Navestads kyrka byggd 1970[6]
- Smedby kyrka var en kyrkolokal byggd 1968[6] avyttrad 2008.[7]

## Kyrkoherdar[8]
| Ämbetstid | Namn                    | Levnadstid | Övrigt                                  |
| --------- | ----------------------- | ---------- | --------------------------------------- |
| 1879–1886 | Fredrik Allard          | 1837–1920  | Senare kyrkoherde i Tjällmo församling. |
| 1887–1916 | Carl Theodor Appelqvist | 1841–1916  |                                         |
| 1917–1927 | Axel Albin Pettersson   | 1870–      |                                         |
| 1928–1956 | David Glimborg          | 1889–1968  | Kontraktsprost.                         |
| 1956–1968 | Nils Hultgård           | 1905–      |                                         |
| 1968–1983 | Bengt Gustaf Aurelius   | 1918–2009  |                                         |
| 1983–1999 | Tomas Sannerud          | 1943–      | [ 10 ]                                  |
| 1999–2006 | Thomas Wärfman          | 1962–      |                                         |
| 2006–2010 | Eva Ramstedt            | 1965–      |                                         |
| 2010–2014 | Katarina Wändahl        | 1969–      |                                         |

### Komministrar
| Ämbetstid | Namn                       | Levnadstid | Övrigt                                         |
| --------- | -------------------------- | ---------- | ---------------------------------------------- |
| 1593      | Matthias Erici             |            |                                                |
| 1639-1644 | Laurentius                 | -1644      |                                                |
| 1644–1662 | Zacharias Gunnari Rivenius | –1664      | Senare kyrkoherde i Dagsbergs församling.      |
| 1662–1674 | Petrus Johannis Bjugg      | 1634–1692  | Senare kyrkoherde i Linderås församling.       |
| 1674–1692 | Petrus Corylander          | 1641–1700  | Senare kyrkoherde i Tingstads församling.      |
| 1691–1706 | Johan Castensson Kropp     | 1665–1724  | Senare kyrkoherde i Furingstads församling.    |
| 1706–1710 | Nicolaus Aschanius         | 1674–1749  | Senare kyrkoherde i Örtomta församling.        |
| 1710-1719 | Anton Münchenberg          | 1680-1743  | Senare kyrkoherde i Vreta Klosters församling. |
| 1721-1726 | Olof Arén                  | 1683-1726  |                                                |
| 1726      | Carl Brunckman             |            | Senare kyrkoherde i Konungsunds församling.    |
| 1734–1741 | Petrus Tempelman           | 1703–1759  | Senare kyrkoherde i Östra Stenby församling.   |
| 1742–1753 | Ericus Kindahl             | 1706–1773  | Senare kyrkoherde i Östra Husby församling.    |
| 1753-1781 | Gösta Landberg             | 1717-1781  |                                                |
| 1783–1799 | Sven Lidman                | 1754–1823  | Senare kyrkoherde i Tingstads församling.      |
| 1800–1806 | Nils Fredrik Trolle        | 1755–1810  | Senare kyrkoherde i veta församling.           |
| 1807      | Johan Magnus Östergren     |            | Senare kyrkoherde i Sunds församling.          |
| 1817-1844 | Per Rejner                 | 1773-1844  |                                                |
| 1846-1862 | Pehr Carlsson Hanner       | 1801-1862  |                                                |
| 1863-1879 | Thure Grönwald             | 1827-1924  | Senare kyrkoherde i Borgs församling.          |

### Huspredikanter
Huspredikanter på Händelö gård.
| Ämbetstid | Namn                            | Levnadstid | Övrigt                                       |
| --------- | ------------------------------- | ---------- | -------------------------------------------- |
| 1602–1605 | Isaacus Erici                   | 1576–1650  | Senare kyrkoherde i Östra Stenby församling. |
| 1740-1744 | Nils Hahn                       | 1708-1783  | Senare kyrkoherde i Tvings församling.       |
| 1752-1759 | Fredric Christopher Waldenström | 1727-1783  | Senare kyrkoherde i Örs församling.          |
| 1758–1759 | Nils Kjellén                    | 1739–1808  | Senare kyrkoherde i Borgs församling.        |

## Klockare och organister
| Ämbetstid | Namn                    | Levnadstid | Övrigt                 |
| --------- | ----------------------- | ---------- | ---------------------- |
| 1682-1683 | Nils                    |            | Klockare               |
| 1695-1705 | Jacob Jönsson           |            | Klockare               |
| 1707-1711 | Måns Jönsson            |            | Klockare               |
| 1692-1711 | Lars Månsson            |            | Organist               |
| 1714      | Anders Mattisson        |            | Klockare               |
| 1740-1744 | Anders                  |            | Klockare               |
| 1813–1814 | Johan Hellström         | 1768–      | Klockare och organist. |
| 1815–1822 | Carl Alm                | 1775–1822  | Klockare och organist. |
| 1825      | Johan Jonsson           |            | Klockare och organist. |
| 1830–1847 | Carl Magnus Ringström   | 1806–1847  | Klockare och organist. |
| 1847–1867 | Anders Magnus Löfstrand | 1822–1867  | Klockare och organist. |
| 1870–     | Anders Andersson        | 1838–      | klockare och organist. |
| 1963–1964 | Klas Erik Häggström     | 1911–      | Organist.              |